# Camillo Karl Schneider
Camillo Karl Schneider (* 7. April 1876 in Gröppendorf, Königreich Sachsen; † 5. Januar 1951 in Berlin) war ein deutscher Botaniker mit Schwerpunkt auf Dendrologie, Gartenarchitekt und Schriftsteller. Sein offizielles botanisches Autorenkürzel lautet „C.K.Schneid.“; früher war auch das Kürzel „Schneid.“ in Gebrauch. Sein Bruder ist der gleichnamige Zoologe und Philosoph Karl Camillo Schneider.

## Leben und Wirken
1907 bis 1908 unternahm er eine Reise nach Bulgarien, Serbien und in den Kaukasus; 1913 bereiste er Westchina. 1915 bis 1918 war er am Arnold-Arboretum in Boston im US-Bundesstaat Massachusetts tätig. Schneider verfasste eine Vielzahl von botanischen und gärtnerischen Schriften.
Eines seiner Hauptwerke ist Illustriertes Handbuch der Laubholzkunde (1904–1912). Er war auch Mitherausgeber der Zeitschrift Gartenschönheit (1920–1942). Zusammen mit Ernst Graf Silva Tarouca schrieb er die Handbücher Freiland-Stauden (1910), Freiland-Laubgehölze (1912) und Freiland-Nadelhölzer (1913).
Camillo Karl Schneider arbeitete mit anderen Landschaftsarchitekten und Adolf Loos zusammen an einer Gartenkonzeption der Müllerova vila in Prag.

## Ehrungen
Die Deutsche Dendrologische Gesellschaft verleiht Camillo Karl Schneider zu Ehren jährlich den mit 2500 Euro dotierten Camillo-Schneider-Preis, einen Nachwuchsförderpreis für herausragende wissenschaftliche Arbeiten zur Dendrologie. Hierbei sollen Arbeiten von Studierenden und Doktoranden ausgezeichnet werden, die im Zusammenhang mit Gehölzthemen stehen.

## Werke
- Die Gattung "Berberis" (Euberberis). Vorarbeiten für eine Monographie // Bull.Herb.Boissier.Sér.2, Januar 1905, Genf, S. 33 sq
- Illustriertes Handbuch der Laubholzkunde. Charakteristik der in Mitteleuropa heimischen und im freien angepflanzten angiospermen Gehölz-Arten und Formen mit Ausschluss der Bambuseen und Kakteen. Gustav Fischer Verlag, Jena 1906–1912 doi:10.5962/bhl.title.194
- Illustriertes Handwörterbuch der Botanik. 2. Auflage, Engelmann, Leipzig 1917 doi:10.5962/bhl.title.32951
- Unsere Freiland-Laubgehölze; Anzucht, Pflege und Verwendung aller Bekannten in Mitteleuropa im freien kulturfähigen Laubgehölze. 2. Auflage, Hölder-Pichler-Tempsky, Wien 1922, doi:10.5962/bhl.title.32616
- Unsere Freiland-Nadelhölzer; Anzucht, Pflege und Verwendung aller bekannten in Mitteleuropa im freien Kulturfähigen Nadelhölzer mit Einschluss von Ginkgo und Ephedra. 2. Auflage, Hölder-Pichler-Tempsky, Wien 1923, doi:10.5962/bhl.title.45862